# فيريتين
فيريتين (بالإنجليزية: Ferritin)‏ هو بروتين يوجد داخل الخلايا، يتحكم في تخزين وإطلاق الحديد، يعكس الفيريتين حالة الحديد في الجسم، فكلما زادت نسبته في المصل، دل ذلك على زيادة الحديد في الجسم والعكس.
تُنْتج جميع الكائنات الحية -تقريبا- الفيريتين، بما في ذلك الطحالب، البكتريا، النباتات الوعائية، الحيوانات. أما في جسم الإنسان فيعمل الفيريتين كمنظم يقوم بتخزين الحديد وإطلاقه عند الحاجة.
الفيريتين بروتين كروي معقد، يتكون من 24 وحيدة بروتينية، يقوم بتخزين أولي للحديد داخل الخلايا البدائية والخلايا حقيقية النواة، ويُبْقِي على الحديد في حالة غير سامة، قابلة للذوبان.

## الوصف
الفيريتين بروتين يزن 450 كيلو دالتون، يتكون من 24 وحدة فرعية من تلك التي تتواجد في جميع أنواع الخلايا، في الفقاريات، تكون هذه الوحيدات من كلا النوعين: الخفيفة (L) والثقيلة (H)، مع الأوزان الجزيئية: 19 أو 21 كيلو دالتون على التوالي. في البرمائيات، يكون هناك نوع إضافي من الفيريتين هو النوع (M).
الفيريتين المفرد الموجود في النبات والبكتيريا يكون أكثر شَبهاً بالنوع (H) الموجود في الفقاريات، الفيريتين الجسدي يظهر اختلافاً عن الفيريتين الموجود داخل صفار البيضة، كما أن نوع من الفيريتين المشابه للفيريتين الجسدي الموجود في المنقعية -جنس من حلزون البرك- مرتبط بتصنيع صدفة محار اللؤلؤ.
يوجد في طفيل البلهارسيا نوعين من الفيريتين، النوع الأول موجود لدى الذكور، والآخر عند الإناث. جميع الفيريتينات السابقة متشابهة من حيث التسلسل الأولي للنوع (H) في الفقاريات، وفي جرثومة الأمعاء الغليظة مانسبته 20% من الفيريتين المشابه للنوع (H) البشري يكون ملاحظاً فيها.
تُكَون ايونات الحديد كرستالات -بلورات- مع الفوسفات وأيونات الهيدروكسيد داخل قنوات الفيريتين، وتَنْتج جسيمات مشابهة لمعدن فري هيدريت [الإنجليزية]، كل مركب فيريتيني قادر على تخزين مايقارب 4500 أيونة حديد (Fe3+).
فيريتين الميتوكوندريا: يُعرف حاليا بأنه بروتين غير ناضج، ويصنف ضمن بروتينات الربط الفلزية الموجودة داخل الميتوكوندريا التي ينضج داخلها ويصبح فيريتين فعال.